# Grande Rhêtra

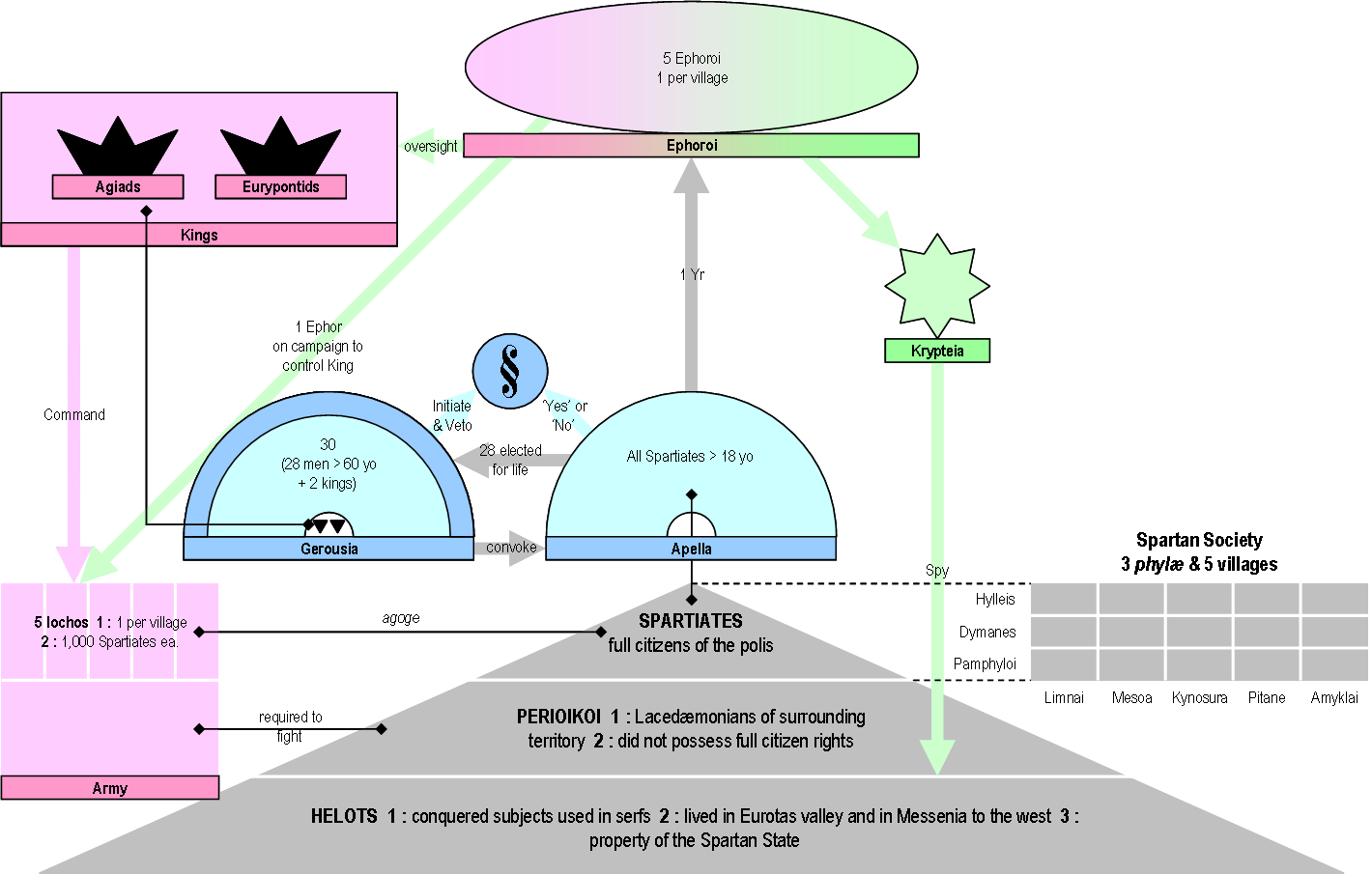
Graphique représentant l'ordre politique de la Grande Rhêtra.

La Grande Rhêtra (μεγάλη ῥήτρα / megalê rhêtra) est le texte fondateur des institutions de Sparte.

## Composition et contenu
Elle est censée avoir été rédigée par Lycurgue, un personnage semi-légendaire (et possiblement fictif) qui se serait vu attribuer les pleins pouvoirs afin de résoudre une crise agraire, sur les indications d'Apollon pythien. Elle nous est connue par deux sources : des fragments de Tyrtée et un passage de la Vie de Lycurgue (VI, 1–9) de Plutarque, qui mentionne quatre décrets :
- la construction d'un temple à Zeus Sullanios et Athéna Sullania ;
- la division du peuple en sections : tribus (φυλαί / phulai) et ὠϐαί / ôbai ;
- l'institution de la gérousie ;
- l'assemblée du peuple à l'époque de la pleine lune.

Les distiques de Tyrtée ne nous sont connus que par l'intermédiaire de Plutarque (ibid., VI, 10) et de Diodore de Sicile (VII, 12, 6) :
Ainsi en effet le Seigneur à l'arc d'argent, l'agissant-au-loin Apollon
à la chevelure d'or, a prophétisé depuis son gras adyton :
« Que président toujours la délibération les rois honorés des dieux, 
rois qui ont souci de l'aimable cité de Sparte,
et les Anciens du Conseil et qu'ensuite [ce soient] les hommes du peuple,
répondant à leur tour par [ou à] de droites rhêtras
[qu'ils] parlent honorablement et fassent tout justement
et ne délibèrent pas [de travers] pour notre cité
et qu'à la masse du peuple s'attachent victoire et suprématie.
Phoibos en effet là-dessus a ainsi révélé à la cité. »
Le terme rhêtra (de εἴρω / eirô, parler) désigne un accord solennel et verbal, inspiré ou sanctionné par les dieux. C'est le nom que donnent les rois de Sparte à leurs décrets.
Dans son poème, Tyrtée évoque la royauté, une assemblée (Gérousia) et un conseil populaire (ecclésia ou apella). L'objectif de cette constitution est d'atteindre l'eunomia.

## Critique d'Aristote
Dans ses Politiques, Aristote critique de nombreux aspects de la constitution de Sparte. Il s'attaque notamment aux institutions. Il commence par critiquer les éphores, qu'il accuse d'être trop puissants. Pour étayer sa critique, il met en avant des supposées affaires de corruption et de trahison impliquant les éphores. Il se réfère notamment à une affaire méconnue des historiens. Ensuite, il s'attaque à la Gérousie et à son système d'élection qu'il qualifie de « puérile » car il n'a pas évolué. En effet, les gérontes sont élus parmi les volontaires. Ceux qui sont élus sont ceux qui provoquent le plus de clameur dans l'assemblée populaire. Ce système est caractéristique des cités guerrières, contrairement à Athènes où le mode d'élection est d'abord un vote puis un tirage au sort à partir de 487 avant notre ère. Il est évident que Aristote, bien que métèque, fasse la promotion du système athénien. Enfin, Aristote fait la critique des deux rois en mettant en avant une concorde impossible entre ces deux personnages.